# Prentice Cooper
William Cooper Prentice, Jr. (28 de setembro de 1895 - 18 de maio de 1969) foi um político americano, o 39º Governador do Tennessee, com mandato de 1939 até 1945. Liderou esforços de mobilização do estado para a Segunda Guerra Mundial, quando mais de 300.000 Tennesseanos entraram para as forças armadas e estabeleceram-se inúmeras instalações de defesa em todo o estado. Mais tarde foi designado Embaixador dos Estados Unidos no Peru (1946–1948). Também presidiu a Convenção constitucional de 1953 do Tennessee.

## Início de vida
Cooper nasceu na casa de seus avós maternos, ao longo do Duck River, no Condado de Bedford, Tennessee. Filho de William Cooper Prentice, um advogado e empresário e Argentine (Shofner) Cooper. Frequentou escolas privadas nas proximidades de Shelbyville e graduou-se em 1913 na Webb School em Bell Buckle, onde foi Presidente da equipe de debate.
Em 1914, Cooper matriculou-se na Universidade de Vanderbilt, onde era um membro da Phi Delta Theta e vice-presidente da classe de calouros. Depois de dois anos, transferiu-se para a Universidade de Princeton, do qual formou-se em 1917 com um Bachelor of Arts. Após a entrada dos Estados Unidos na I Guerra Mundial, alistou-se no exército, servindo inicialmente na 307ª artilharia de campo, antes de ser transferido para o Fort Monroe na Virgínia. Ele foi dispensado do serviço militar em janeiro de 1919, no posto de segundo-tenente.
Cooper matriculou-se na Faculdade de direito de Harvard, em fevereiro de 1919 e graduou-se com bacharelado em direito em 1921. Ele foi admitido para advocacia em 1922 e começou a advogar em Shelbyville. Nesse mesmo ano, foi eleito para a Câmara dos Representantes do Tennessee, onde ele garantiu a aprovação da Lei de uniformização de sentenças declaratórias.
Cooper, saiu da câmara dos representantes após um mandato, então foi eleito o Promotor Público da 8ª Comarca do estado em 1925. Mais tarde, serviu como um Advogado Municipal de Shelbyville. Na década de 1930, ele ajudou a organizar o Duck River Electric Membership Corporation, uma cooperativa de geração de energia elétrica.

## Governador do Tennessee
Em 1936 Cooper foi eleito para o Senado do Tennessee, representando os Condados de Bedford, Coffee e Moore. Em 1938 ele buscou a nomeação de seu partido para governador com o apoio do chefe político de Memphis E. H. Crump. Nesse período Crump estava no auge de seu poder na política do Estado e havia se desentendido com o empresário, Gordon Browning, sobre nomeações para cargos políticos no estado. Ele gastou milhares de dólares em anúncios para divulgar a imagem de Cooper e atacar Browning, então Cooper venceu a nomeação, com 231.852 votos sobre 158.854. Nas eleições gerais, derrotou o candidato republicano, Howard Baker, Sr., com 210.567 votos sobre 83.031.
Na disputa para governador 1940, Cooper derrotou o inventor George Dempster Roby de Knoxville nas eleições primárias do partido democrático e derrotou C. Arthur Bruce nas eleições gerais na proporção de 2 para 1 dos votos. Na disputa de 1942, o juiz J. Ridley Mitchell, que não tolerava Crump, procurou a nomeação do partido para governador, mas foi derrotado por Cooper, resultando 171.259 votos sobre 124.037. Cooper facilmente derrotou candidato republicano C. N. Frazier na eleição geral. Os limites de mandatos consecutivos estabelecidos na constituição impediram Cooper de concorrer para reeleição em 1944.
Cooper foi governador do Tennessee durante a II Guerra Mundial. Em 1940, antecipando a entrada dos EUA na guerra, ele organizou o Conselho de defesa do estado de Tennessee, que mais tarde serviu de exemplo para muitos outros Estados. Ele também coordenou a criação do Draft board que alistava e selecionava recrutas. Organizou uma guarda de estado para substituir a guarda nacional (que tinha sido designada para o serviço ativo) e estabeleceu um modelo de programa interno de suprimento alimentar. Grandes instalações de defesa foram construídas em todo o estado, incluindo o Forte Campbell, mais próximo do Tennessee apesar de pertencer ao Kentucky, uma base de treinamento naval em Millington, e a  Base de força aérea Sewart em Esmirna. Bem como projetos relacionadas com a defesa, empregando milhares de Tennesseans, também foram construídos, entre eles uma fábrica de pólvora em Millington, uma fábrica de bombas em Milan e uma fábrica de aviões em Nashville.
Em 1942 o governo federal começou a apropriação de terras que hoje é a cidade de Oak Ridge, Tennessee, para o Projeto Manhattan, a operação que iria construir a primeira bomba atômica do mundo. O projeto foi tão secreto, que Cooper não foi informado do seu propósito, e quando o Condado de Anderson reclamou para Cooper sobre as dotações de terra, Cooper acusou o governo federal de apropriar a terra para um projeto "socialista". Quando ele recebeu a proclamação federal de criação do local, ele descontrolou-se e rasgou o proclamo.
Junto com a mobilização de defesa, Cooper aumentou a verba para escolas estaduais e implementou um programa que fornecia livros para crianças das séries de 1 a 3. Também aumentou o auxílio aos idosos, estabeleceu um sistema de hospitais para tratamento de tuberculose e adquiriu terras para parques estaduais e florestas do estado. Ele reduziu a folha de pagamento do estado e implementou aumento nos impostos sobre as bebidas alcoólicas e conseguiu reduzir a dívida do estado para $21 milhões.
Em janeiro de 1941, um projeto de lei apoiado por Cooper pedindo a revogação do poll tax (imposto em que a alíquota diminui à proporção que os valores sobre os quais incide são maiores) no estado foi apresentado para o legislativo do estadual, mas foi derrotado. Em 1943 a revogação foi aprovada, mas foi revogada pela Suprema Corte do Tennessee.

## Últimos anos e morte
Na Convenção Nacional Democrata de 1944, Cooper estava entre os candidatos a Vice-Presidente, mas recebendo poucos votos foi vencido por Harry S. Truman na escolha.
Em 1946 Cooper foi nomeado Embaixador dos Estados Unidos para o Peru pelo Presidente Truman. Ele convenceu o Peru ao pagamento de um empréstimo pendente com os Estados Unidos e tinha uma reputação de artista frugal. Um jornal argentino acusou Cooper de incitar uma rebelião dos membros da Alianza Popular Revolucionaria Americana (A.P.R.A.) em Callao em outubro de 1948 (a rebelião ocorreu alguns meses depois de Cooper ter deixado a embaixada), mas Cooper negou categoricamente qualquer envolvimento.
Cooper foi Presidente da Convenção Constitucional estadual limitada em 1953, que propôs oito alterações da constituição do estado do Tennessee, que posteriormente foram aprovadas pelos eleitores. A mais notável destas alterações incluídas foi a revogação do poll tax (regressividade de tributação) e a extensão do mandato de governador de dois anos para quatro anos.
Incentivados por interesses pro-segregation (racismo), Cooper enfrentou o iniciante senador Albert Gore, Sr., em 1958 nas primárias democratas, mas perdeu com larga margem, com Gore obtendo cerca de 60% dos votos. Cooper permaneceu como um participante ativo em eventos do Partido Democrata até sua morte por câncer em 18 de maio de 1969, na Clínica Mayo em Rochester, Minnesota.

## Família e legado
Cooper casou com Hortense Powell em 1950. Eles tiveram três filhos. Desde que Cooper foi empossado no cargo de governador, sua mãe serviu como primeira-dama do estado. O filho de Cooper, Jim Cooper, é um congressista.
A Prentice Cooper State Forest, localizada a oeste de Chattanooga, foi assim nomeada em sua homenagem. A maioria das terras da floresta foram adquiridas durante o mandato de Cooper como governador. Os alojamentos da Tennessee Technological University e da University of Tennessee at Martin também levam seu nome como homenagem.

## Fonte da tradução
- Este artigo foi inicialmente traduzido, total ou parcialmente, do artigo da Wikipédia em inglês cujo título é «Prentice Cooper».